# ميشيل ويليام بيبي
ميشيل ويليام بيبي هو سياسي كندي، ولد في 15 سبتمبر 1834 في كندا، وتوفي في 16 مارس 1911 في باريس في فرنسا. حزبياً، نشط في Conservative Party of Quebec (historical) ‏. وقد انتخب عضو الجمعية الوطنية في كيبك ‏.